# Ботанический сад Хельсинкского университета
Ботанический сад Хельсинкского университета (фин. Helsingin yliopiston kasvitieteellinen puutarha) — ботанический сад Хельсинкского университета, состоящий из двух участков, один — расположен в районе Кайсаниеми и второй — в районе Кумпула в городе Хельсинки.
В теплицах в Кайсаниеми произрастает около 800 видов растений, а на остальной территории — более 2800 различных видов. Участок в Кумпула начал обустраиваться в 1987 году и открыт для публики в 2009 году.
В ботаническом саду основан первый в Финляндии банк семян, в который заносятся семена редких растений, находящихся под угрозой исчезновения. Первым в банке семян оказался цветок прострел раскрытый (Pulsatilla patens).

## История
После переезда в 1828 году в Гельсингфорс пострадавшей от великого пожара Королевской академии Або, под устройство ботанического сада был выделен участок в районе Кайсаниеми, ранее использовавшийся как место для прогулок горожан. Делами ботанического сада стал заниматься профессор ботаники и зоологии Карл Рейнгольд Зальберг. Возглавлявший Императорский ботанический сад Франц Фальдерманн осуществил планировку нового сада, по которой предполагались две зоны — сад и дендрарий. Также было запланировано сооружение теплиц, первая из которых была простроена в 1832 году.